# اتفاقية ستوكهولم اليمن
اتفاقية ستوكهولم 2018، هي اتفاقية بين الحكومة اليمنية المعترف بها دوليًا التابعة للرئيس اليمني عبد ربه منصور هادي و حركة أنصار الله  اليمنية، تم التوصل لها عقب مفاوضات جرت في ستوكهولم في السويد تحت رعاية الأمم المتحدة يوم 13 ديسمبر عام 2018. وتتكون من ثلاثة محوار رئيسية.

## محاور الاتفاقية
1. إتفاق حول مدينة الحديدة وموانئ الحديدة والصليف ورأس عيسى.
2. آلية تنفيذية حول تفعيل اتفاقية تبادل المحتجزين.
3. إعلان تفاهمات حول تعز.[2]

## اتفاق ستوكهولم
إن الأطراف، بعد أن اجتمعت برعاية الأمم المتحدة في الفترة  ما بين 6 و 13 ديسمبر 2018في مملكة السويد، وإذ تعبّر عن إمتنانها لحكومة مملكة السويد على إستضافتها للمشاورات وعلى ى حسن الضيافة والدعم الذي قدمته لهذه المشاورات،وإذ تعبّر أيضاً عن إمتنانها لكافّة الدول والمنظمات التي ساهمت في توفير الدعم لإنجاح هذه المشاورات، وإدراكاً منها للحاجة الملحّة لمواجهة الظروف المعيشية والإنسانية والأمنية الصعبة التي يعاني منها  الشعب اليمني لقد اتفقت الأطراف على ما يلي:
1. إتفاق حول مدينة الحديدة وموانئ الحديدة والصليف ورأس عيسى.
2. آلية تنفيذية حول تفعيل اتفاقية تبادل الأسرى.
3. إعلان تفاهمات حول تعز.

نتعهد:
- تنفيذ أحكام هذا الاتفاق تنفيذاً كاملاً والعمل على إزالة أية عوائق تحول دون تنفيذه.
- الإلتزام بالإمتناع عن أي فعل أو تصعيد أو إتخاذ أيّة قرارات من شأنها أن تقوّض فرص التطبيق الكامل لهذا الاتفاق.
- الإلتزام بمواصلة المشاورات دون قيد أو شرط، في غضون شهر يناير 2019 في مكان يتفق عليه لاحقاً.[3]

## اتفاق الحديدة

### اتفاق حول مدينة الحديدة وموانئ الحديدة والصليف ورأس عيسى
اتفق الطرفان على ما يلي:
- وقف فوري لإطلاق النار في محافظة ومدينة الحديدة وموانئ الحديدة والصليف ورأس عيسى يدخل حيّز التنفيذ فور توقيع الإتفاق.
- إعادة إنتشار مشترك للقوات من موانئ الحديدة والصليف ورأس عيسى ومدينة الحديدة إلى مواقع متفق عليها خارج المدينة والموانئ.
- الالتزام بعدم استقدام أي تعزيزات عسكرية من قبل الطرفين إلى محافظة ومدينة الحديدة  وموانئ الحديدة والصليف ورأس عيسى.
- إزالة جميع المظاهر العسكرية المسلحة في المدينة.
- إنشاء لجنة تنسيق إعادة إنتشار مشتركة ومتفق عليها برئاسة الأمم المتحدة وتضم، على سبيل المثال لا الحصر، أعضاء من الطرفين لمراقبة وقف إطلاق النار وإعادة الإنتشار.
- يقدم رئيس لجنة تنسيق إعادة الإنتشار تقارير اسبوعية من خلال الامين العام إلى مجلس الأمن الدولي حول امتثال الاطراف لالتزاماتها في هذا الاتفاق.
- ستشرف لجنة تنسيق إعادة الإنتشار على عمليات إعادة الإنتشار والمراقبة. وستشرف أيضاً على عملية إزالة الألغام من مدينة الحديدة وموانئ الحديدة والصليف ورأس عيسى.
- دور قيادي للأمم المتحدة في دعم الإدارة وعمليات التفتيش للمؤسسة العامة لموانئ البحر الأحمر اليمنية في موانئ الحديدة والصليف ورأس عيسى ويشمل ذلك تعزيز آلية الأمم المتحدة للتحقق والتفتيش (UNVIM) في موانئ الحديدة والصليف ورأس عيسى.
- تعزيز وجود الامم المتحدة في مدينة الحديدة وموانئ الحديدة والصليف ورأس عيسى.
- يلتزم الأطراف بتسهيل وتمكين عمل الأمم المتحدة في الحديدة.
- تلتزم جميع الأطراف بتسهيل حرية الحركة للمدنيين والبضائع من وإلى مدينة الحديدة وموانئ الحديدة والصليف ورأس عيسى وتلتزم أيضاً بعدم عرقلة وصول المساعدات الإنسانية من موانئ الحديدة والصليف ورأس عيسى.
- تودع جميع إيرادات موانئ الحديدة والصليف ورأس عيسى في البنك المركزي اليمني من خلال فرعه الموجود في الحديدة للمساهمة في دفع مرتبات موظفي الخدمة المدنية في محافظة الحديدة وجميع أنحاء اليمن.
- تقع مسؤولية أمن مدينة الحديدة وموانئ الحديدة والصليف ورأس عيسى على عاتق قوات الأمن المحلية وفقاً للقانون اليمني، ويجب إحترام المسارات القانونية للسلطة وإزالة أي عوائق أو عقبات تحول دون قيام المؤسسات المحلية بأداء وظائفها، بما فيها المشرفين.
- لا تعتبر هذه الإتفاقية سابقة يعتد بها في أي مشاورات أو مفاوضات لاحقة.

سيتم تنفيذ هذه الإتفاقية على مراحل يتم تحديدها من قبل لجنة تنسيق إعادة الإنتشار، على أن تشكل عملية إعادة الإنتشار من موانئ الحديدة والصليف ورأس عيسى والأجزاء الحرجة من المدينة المرتبطة بالمرافق الإنسانية المهمة في المرحلة الأولى ويتم إستكمالها في غضون أسبوعين من دخول وقف إطلاق النار حيّز التنفيذ. يتم إستكمال إعادة الإنتشار المشترك الكامل لكافّة القوات من مدينة الحديدة وموانئ الحديدة والصليف ورأس عيسى خلال  مدة أقصاها 21 يوماً من دخول وقف إطلاق النار حيّز التنفيذ.

## إعلان تفاهمات حول تعز
اتفق الطرفان على التالي:
1. تشكيل لجنة مشتركة من الطرفين تضم ممثلين من المجتمع المدني وبمشاركة الأمم المتحدة.
2. يسمي الطرفان ممثليهما في اللجنة المشتركة ويتم تسليم الأسماء إلى مكتب المبعوث الاممي للأمم المتحدة في موعد لا يتعدى أسبوع من تاريخ انتهاء مشاورات السويد.
3. تحدد الأمم المتحدة موعد ومكان الاجتماع الأول للجنة المشتركة.
4. تقوم اللجنة المشتركة بتحديد صلاحتها وآلية عملها.
5. تقدم اللجنة المشتركة تقريرا عن سير اعمالها الي الاجتماع التشاوري القادم.[5]

## إتفاق تبادل الأسرى
اتفق التحالف العربي والحكومة اليمنية من جهة وحركة أنصار الله الحوثيين على إجراء عمليات لتبادل جميع الأسرى والمعتقلين والمفقودين والمحتجزين تعسفيا والمخفيين قسريا والموضوعين تحت الإقامة الجبرية واعتبار ملف الأسرى إنسانيا لا يخضع للحسابات السياسية، مع إشراك اللجنة الدولية للصليب الأحمر كوسيط محايد لضمان احترام الأجران الإنسانية ولتسهيل ونقل جميع الأسرى واشتمل الاتفاق على آلية التنفيذ.

### الإتفاق
1. إطلاق سراح جميع الأسرى والمعتقلين والمفقودين والمحتجزين تعسفيا والمخفيين قسريا والموضوعين تحت الإقامة الجبرية  على ذمة الأحداث لدى جميع الأطراف بدون أي استثناءات أو شروط وذلك بهدف حل القضية بشكل كامل ونهائي.
2. يسلم كل طرف كل من لديه من أسرى ومعتقلين ومفقودين ومحتجزين تعسفيا ومخفيين قسريا والموضوعين تحت الإقامة الجبرية على ذمة الأحداث، لدى جميع الأطراف اليمنية ولدى التحالف العربي سواء كانوا يمنيين أو من دول التحالف وبمن فيهم (فيصل رجب – محمد قحطان – محمود الصبيحي – ناصر منصور هادي).
3. لا يحق لأي طرف الامتناع عن تسليم أي شخص تم أسره أو إعتقاله أو إحتجازه أو القبض عليه على ذمة الأحداث لأي سبب، وتلتزم جميع الأطراف بذلك.
4. تلتزم جميع الأطراف بعدم إستثناء أي شخص تم أسره أو إعتقاله أو إحتجازه أو القبض عليه على ذمة الأحداث لأي سبب.
5. في حال تبين وجود أي أسرى أومعتقلين أومفقودين أومحتجزين تعسفياً أومخفيين قسرياً أو الموضوعين تحت الإقامة الجبرية لدى أي طرف، أو المحتجزين على ذمة الأحداث، بعد عملية التبادل فإن جميع الأطراف ملتزمة بإطلاق سراحهم على الفور دون قيد أو شرط.

### آلية التنفيذ
1. على كل طرف تسليم الطرف الآخر كشوفات أسراه ومحتجزيه ومعتقليه ومختطفيه وكل من تم القبض عليه على ذمة الأحداث، لدى الطرف الآخر في خلال أسبوع من تاريخ التوقيع على هذا الاتفاق. ويتم تبادل جميع الكشوفات من خلال مكتب مكتب المبعوث الخاص للأمين العام للأمم المتحدة باليمن.
2. يلتزم كل طرف برفع كشوفات صحيحة ودقيقة ومستكملة البيانات، من خلال مكتب المبعوث الخاص للأمين العام للأمم المتحدة باليمن، حيث تشمل الاسم الرباعي مع اللقب والمحافظة والمديرية ومكان القبض ومكان السجن إن وجد حتى تسهل على الجميع عملية البحث والتقصي.
3. على كل طرف تقديم  الإفادة على الكشوفات المقدمة إليه من الطرف الآخر خلال مدة لا تزيد عن أسبوع من تاريخ استلامه للكشوفات، من خلال مكتب المبعوث الخاص للأمين العام للأمم المتحدة باليمن.
4. على كل طرف تقديم ملاحظات خطية، إن وجدت، على الإفادة المسلمة إليه من الطرف الآخر في خلال أسبوع من تاريخ استلامه الإفادة من خلال مكتب المبعوث الخاص للأمين العام للأمم المتحدة باليمن.
5. يتم الرد على الملاحظات المذكورة في البند الرابع خلال أسبوع من تاريخ استلام لهذه الملاحظات.
6. يتم التوقيع على الكشوفات النهائية من جميع الأطراف وتسلم إلى مكتب المبعوث الخاص للأمين العام للأمم المتحدة باليمن ومنظمة الصليب الأحمر الدولي ليقوم باجرائته والتحضير للتبادل  بالتنسيق مع مكتب المبعوث الخاص للأمين العام للأمم المتحدة باليمن.
7. يجري تنفيذ ما اتفق عليه بعد التوقيع على الكشوفات النهائية خلال مدة لا تزيد عن عشرة أيام.
8. تم الاتفاق على تنفيذ عملية التبادل لجميع الأسرى والمعتقلين والمفقودين والمحتجزين تعسفيا والمخفيين قسريا والموضوعين تحت الإقامة الجبرية من الطرفين،  في وقت واحد وفي محافظة الجوف أو أي مكان يتفق عليه الطرفان، لضمان سير العملية بسلاسة.
9. يتم تأسيس فريق عمل تقني بمشاركة الأطراف ومكتب المبعوث الخاص للأمين العام للأمم المتحدة باليمن ومنظمة الصليب الأحمر الدولي، يركز بشكل حصري على الأوجه اللوجيستية والتقنية للتبادل.
10. تشكل لجنة من الطرفين، وتباشر عملها فور توقيع الإتفاق، لإنتشال و تبادل الجثث من جميع الجبهات والمناطق، وعلى الطرفين تسهيل عمل اللجنة وتأمينها والتعاون معها.

## المواقف الدولية
- مجلس الأمن الدولي: أيد الاتفاق ودعا جميع الأطراف إلى الالتزام به وأقر القرار رقم 2451.[7]
- الولايات المتحدة: رحب وزير الخارجية بالاتفاق واعتبر أن "السلام ممكن" ودعا لجعل الاتفاق بداية لفصل جديد في اليمن.[8]
- السعودية: اعتبرت الاتفاق خطوة مهمة نحو "استعادة الشعب اليمني لسيادته واستقلاله". وقالت إنه سيساعد في إعادة الأمن إلى المنطقة والبحر الأحمر.[8]
- إيران: رحبت بالاتفاق وعبرت عن أملها بأن يمهد لجولة قادمة من الحوار لتوصل اتفاق نهائي للحرب في اليمن.[8]
- فرنسا: دعت جميع الأطراف إلى الوفاء بالتزاماتها وتنفيذ إعادة انتشار القوات بالكامل واعتبرت أن وفاء جميع الأطراف بالتزاماتها أساسي من أجل تيسير وصول المساعدات الإنسانية التي يحتاج إليها الشعب اليمني بشدة، واكدت دعمها لبعثة الأمم المتحدة لدعم اتفاق الحديدة.[9]
- المملكة المتحدة: رحبت بتوصل إلى الاتفاق واعتبرت التسوية السياسية السبيل الوحيد لإحلال الاستقرار على المدى الطويل في اليمن والحل الوحيد لمعالجة الأزمة الإنسانية.[10]